# Török Sándor (író)
Török Sándor (Homoróddaróc, 1904. február 25. – Budapest, 1985. április 30.) író, műfordító, újságíró, antropozófus.

## Élete

### Család

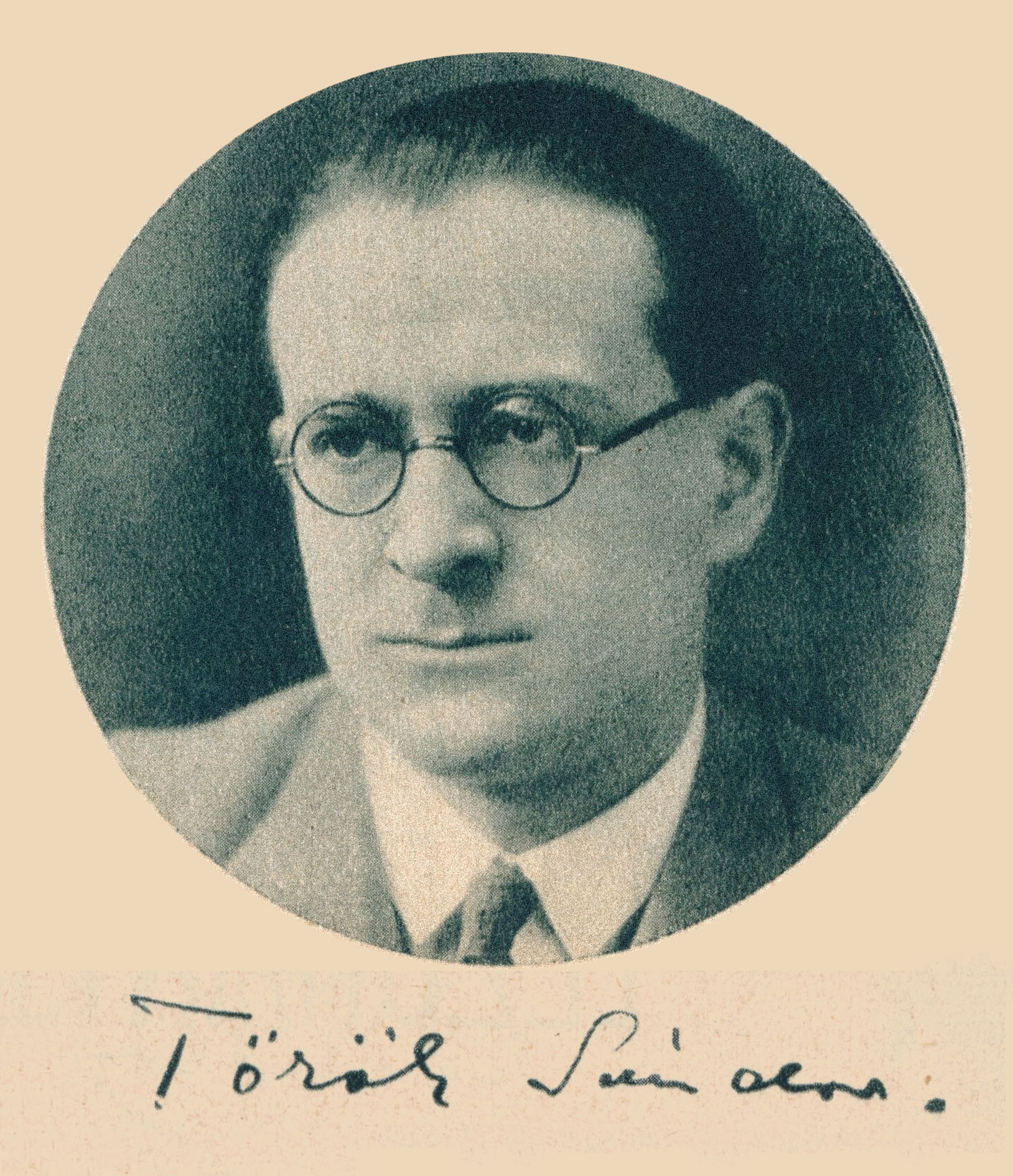
1935-ben

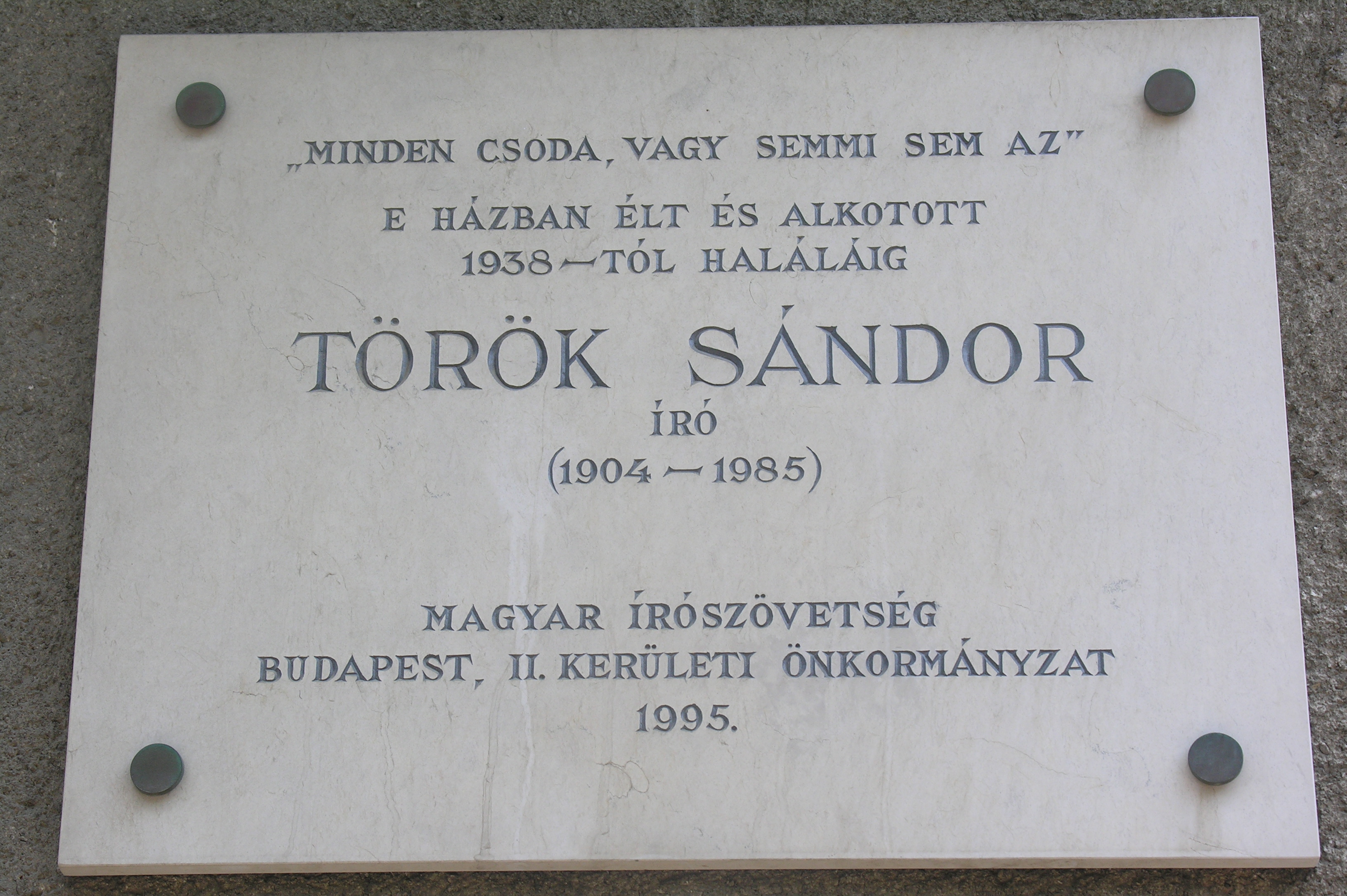
Török Sándor emléktáblája egykori lakhelyén, a Bimbó út 5. szám alatt

Apai nagyapja útbiztos volt a Szilágyságban, anyai nagyapja pedig jegyző Küküllőben. Apja, Török Lajos, jegyző volt.
A gyermek Sándor Szerdahelyen nőtt fel, Brassóban lett kisiskolás.

### Tanulmányok és korai munkák
Tanulmányait Brassóban, Fogarason végezte, majd a középiskolát 14 éves korában abbahagyva különböző fizikai munkákból tartotta fenn magát.
Volt kazánfűtő és kocsis a Czell sörgyárban, mezei munkás, facsúsztató a havasokban.
Ipari tanuló volt Brassóban, majd napszámos lett a feleki üveggyárban.
Pályafenntartó és kovács volt Vöröstoronyban, postai alkalmazott Nagytalmácsban.
Kolozsvárott, a Renner bőrgyárban gépszíjgyártó vizsgát tett, rövid ideig kórista és színész volt a Magyar Színháznál.

### Újságírói kezdetek
1923-tól az Ellenzék munkatársa, majd 1924-től rendőri és törvényszéki riporter az Újságnál.
1925-ben Moldvába vitték katonának. Leszerelése után a Temesvári Hírlap munkatársa lesz.
1929-től a Szegedi Napló felelős szerkesztője.
1931-től Budapesten a Magyarság munkatársa.
1928-tól napidíjas munkás a Széchényi Könyvtárban.

### Írói tevékenysége
„Realista vagyok tehát, a szónak most már eléggé körülvonalazott értelmében: reálisnak tartok mindent, amit Goethétől, Rudolf Steinertől, József Attilától elleshettem.”
Először pertörténeteket írt, majd folytatásos rémregényeket adott le néplapoknak.
Első regénye Az idegen város volt, amelyből később színdarabot is írt.
1933-ban Baumgarten-díjban részesítették, 1938-ban a Petőfi Társaság tagja lett.
A magyar hatóságok által kinevezett Zsidó Tanácsban a konvertiták képviselője volt, az 1944-ben alakult Keresztény Zsidók Szövetségének alelnöke. Özvegy Horthy Istvánnén keresztül eljuttatta a kormányzóhoz az Auschwitz-jegyzőkönyv egy példányát.
Török Sándor a háború utolsó hónapjait Nagy Emilék kissvábhegyi házának rejtekén vészelte át, amit részletesen leírt Egy kis kertet szerettem volna c. emlékirataiban és a Titokzatos utazások című regényében.
1945-től 1948-ig a Magyar Rádió Ünnepi levelek c. sorozatát szerkesztette, mely a világ vezető tudósait, művészeit szólaltatta meg. A műsort 7 adás után betiltották.
1951-től a Tankönyvkiadó szerkesztője.
1959-1966 között a Család és Iskola c. lap felelős, majd főszerkesztője.
A komédiás c. darabjából – amelyet csak hétszer játszottak – később Richard Nash írt Az esőcsináló címen világhírűvé vált színdarabot.
A Csilicsala csodái folytatásos rádiójáték széles körű, országos népszerűséget biztosított számára. A műsort 1953 nyarán kezdték sugározni, havonta egy alkalommal vasárnap délelőtt 10 és 11 óra között volt hallható. A varázslót Ráday Imre alakította.
Lakásán antropozófiai összejöveteleket tartott, amelyeken a fiatal Montágh Imre is részt vett.
Műveit francia, olasz, portugál nyelvekre is lefordították.

## Főbb művei

### Könyv
- A felsült óriás és a 9 csoda. Mesék (Bp., 1934, 2005)
- Az idegen város. Regény (Bp., 1933)
- Bankett a Kék Szarvasban. Regény (Bp., 1935)
- Szegény embert még az ág is húzza. Regény (Bp., 1935)
- És mégsem forog a Föld. Regény (Bp., 1936)
- Valaki kopog. Regény (Bp., 1937)
- Kököjszi és Bobojsza. Meseregény (Bp., 1939)
- Örök vasárnapok. Regény (1939)
- Különös éjszaka. Regény (Bp., 1940)
- Gilikoti. Meseregény (Bp., 1945)
- Életed kész regény. Regény (Bp., 1946)
- Titokzatos utazások (Bp., 1947)
- Csilicsala csodái. Ifjúsági regény (Bp., 1956)
- A hazug katona. Regény (Bp., 1957)
- Tolvajok. Regény (Bp., 1957)
- Csilicsala újabb csodái. Ifjúsági regény (Bp., 1958)
- Vidéken volt primadonna. Elbeszélések (Bp., 1959)
- Csilicsala legújabb csodái. Ifjúsági regény (Bp., 1961)
- Bilicse Péter szegényember. Regény (Franklin Társulat 1935; Magvető Bp., 1962)
- A legkisebb isten. Regény (Bp., 1966)
- A kisujjamból szoptam. Regény (Bp., 1968)
- Test és lélek. Írások (Bp., 1970)
- Hahó, Öcsi! Ifjúsági regény (Bp., 1973)
- Hahó, a tenger! Ifjúsági regény (Bp., 1974)
- Falatka királysága. Ifjúsági regény (Bp., 1976)
- Egy kis kertet szerettem volna. Önéletrajzi regény (Bp., 1979)
- Az Isten mosolya. Esszék (Bp., 1984)
- Szappanbuborék. Regény (Bp., 1987)
- Kököjszi és Bobojsza (Bp., 1997) – az első cenzúrázatlan kiadás 1948 óta!
- Vasárnapi beszélgetések; vál., előszó Erki Edit; Múzsák, Bp., 1990
- Mi az antropozófia. Bevezető előadások; szöveggond., ábrák Szilágyi Péter; Genius, Bp., 2000
- Gilikoti. Kököjszi és Bobojsza újabb viselt dolgai. Egészen kicsi gyerekeknek és egészen nagy felnőtteknek; Ciceró, Bp., 2001 (Klasszikusok fiataloknak)
- Halk magyar szavak. Kiadatlan, elfeledett, betiltott írások Edélyről; szerk. Bíró-Balogh Tamás, Fejér Tamara; Jaffa, Budapest, 2022

### Egyéb
- Christos a Înviat. Elbeszélés (Nyugat, 1933/8.)
- Egy ember eltűnt a hegyekben. Elbeszélés (Nyugat, 1934/6.)

### Forgatókönyv
- 1971 – Hahó, Öcsi!
- 1971 – Hahó, a tenger!
- 1966 – Édes és keserű
- 1969 – A varázsló

## Filmváltozat
- Szappanbuborék (1996)
- Valaki kopog, tv-sorozat (1999)

## Társasági tagság
- Petőfi Társaság

## Díjak
- 1933 – Baumgarten-díj
- 1974 – József Attila-díj
- 1980 – Andersen-diploma
- 1984 – Aranytoll

## Emlékezete
- Nevét viseli a Török Sándor Waldorf Pedagógiai Intézet és a Török Sándor Waldorf Óvoda.
- Vekerdy Tamás ebben a könyvben emlékezik meg a Török Sándor köré csoportosuló szellemi körről és Rudolf Steiner magyarországi hatásáról: Vekerdy. Beszélgetőtárs Jámbor Judit (Scolar Kiadó, 2003, ISBN 963-9193-64-X)